# 権利の章典
権利の章典（けんりのしょうてん、英: Bill of Rights）は、イギリスの不成典憲法（広義の不文憲法）を構成する法律の1つである。正式名称は「臣民の権利と自由を宣言し、かつ、王位の継承を定める法律」（しんみんのけんりとじゆうをせんげんし、かつ、おういのけいしょうをさだめるほうりつ、英: An Act Declaring the Rights and Liberties of the Subject and Settling the Succession of the Crown）である。権利章典（けんりしょうてん）と表記される場合もある。

## 概要
1688年の名誉革命によりイングランド王ジェームズ2世が追放、廃位され、代わってオランダ共和国より迎えられたウィリアム3世とメアリー2世が即位した。
ユリウス暦1689年12月16日、上院・下院両院の奏上の下で、国王の理解により「権利宣言」を元に成文化したものが「権利の章典」であり、当時の哲学者ジョン・ロックの思想が深く関わっている。
章典は有効性を保ち続けており、イギリスの不文憲法における根本法となっている。

## 内容
イングランド国王の存在を絶対前提とした上で、国王に忠誠を誓う議会および国民のみが享受できる権利と自由を定めた法律である。国王といえども否定できない、国民が古来より相続してきた諸権利を確認した。
- 議会の同意を経ない法律の適用免除・執行停止の禁止。
- 議会の同意なき課税、平時の常備軍の禁止。
- 議会選挙の自由、議会内の発言の自由、国民の請願権の保障。
- 議会を召集すること。
- 国民の請願権、議会における議員の免責特権、人身の自由に関する諸規定。
- 王位継承者からカトリック教徒を排除すること。